# 14164 Hennigar
14164 Hennigar è un asteroide della fascia principale. Scoperto nel 1998, presenta un'orbita caratterizzata da un semiasse maggiore pari a 2,9384005 UA e da un'eccentricità di 0,0518448, inclinata di 1,51159° rispetto all'eclittica.